# 摩拉维亚弟兄会

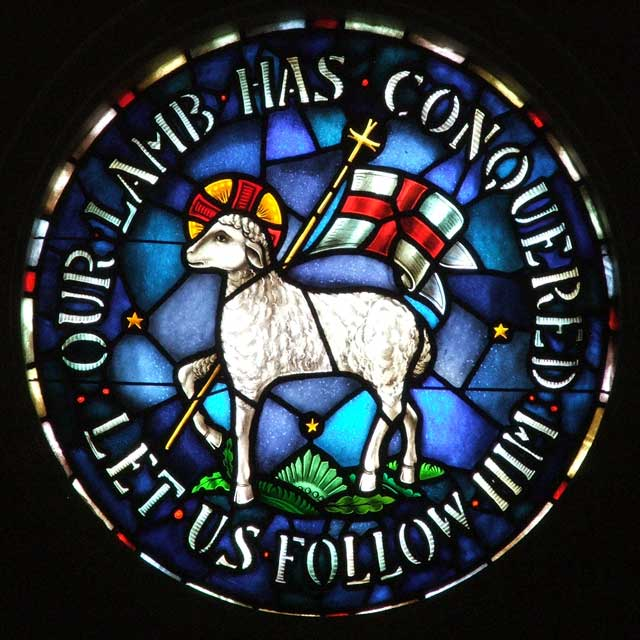
在美國北卡罗来纳州溫斯頓-撒冷的摩拉維亞教會教堂內的教會標誌

摩拉维亚教会（英语：Moravian Church）也称摩拉维亚兄弟会（英语：Moravian Brethren），或譯作莫拉维亚弟兄会，正式名称为合一弟兄会（拉丁語：Unitas Fratrum），是一个西方基督教的新教教派。该教派发源于14世纪末的神圣罗马帝国波希米亞王冠領地（包含摩拉維亞、波西米亚和捷克西里西亞，今在捷克境内），受到此前反對天主教會的做法和教義的胡斯運動的影响。其名字源自於1722年為逃避反宗教改革而從摩拉維亞逃到薩克森選侯國的流亡者，他們建立了黑恩胡特的基督教社區。因此它在德語中也被稱為黑恩胡特弟兄團結會（德語：Herrnhuter Brüdergemeine）。
如今摩拉维亚弟兄会在全球擁有約一百萬名成員，他們繼續在美洲和非洲等地傳教，其廣泛的全球分佈也反映了這一傳統。摩拉维亚弟兄会延續了許多18世紀確立的習俗，包括高度重視個人皈依基督（稱為新生）和虔誠、善行、傳福音（包括建立傳教團）、基督教和平主義、普世主義和音樂。摩拉維亞教會的徽章是天主的羔羊（Agnus Dei）和勝利旗幟，周圍環繞著拉丁銘文「我們的羔羊已征服；讓我們追隨他」（拉丁語：Vicit agnus noster, eum sequamur）

## 历史

### 胡斯改革

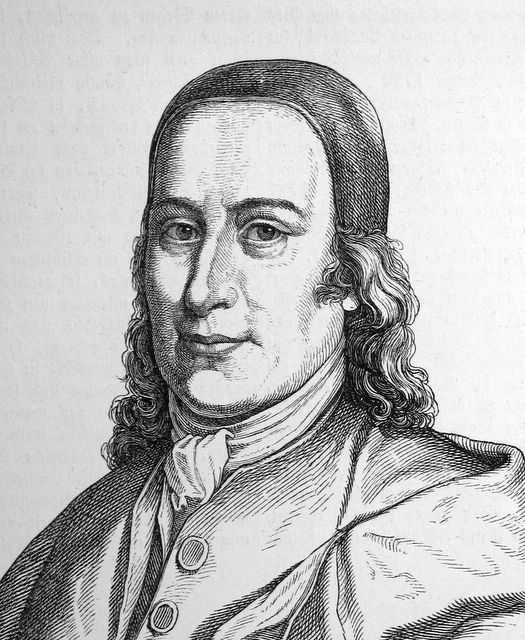
尼古劳斯·路德维希·青岑多夫是一位具有重大影響力的主教

摩拉维亚弟兄会起源于14世纪末的扬·胡斯运动，胡斯反对罗马天主教的一些習俗、作法，希望波希米亚和摩拉維亞的教会回到他認爲的初期教会更簡單的傳統：禮儀使用本地语言，平民信徒同领饼和酒（天主教會只給平民餅），以及摒弃炼狱的思想。这个运动得到王室的支持，但最终在罗马教廷的权威下屈服。胡斯被处以火刑。1457年，他的追随者在庫恩瓦爾德（德語：Kunwald，捷克語：Kunvald）组织了波希米亚弟兄会。他们在马丁·路德之前一百年已经开始反对罗马天主教。
1618年以后，由于反宗教改革而引發第二次布拉格拋窗事件，隨後造成神聖羅馬帝國皇帝費迪南二世與當地新教領主的衝突，進而引發三十年战争的波希米亞階段。白山戰役後，先前支持他们的当地贵族被處決或驅逐，由親天主教的領主所取代，弟兄会被迫转入地下，散布到低地国家，主教夸美纽斯在那里尝试指导一次复兴。残余的最大的一个波希米亚弟兄会位于波兰的莱什诺（德語：Lissa)，那里在历史上与捷克联系密切，在摩拉維亞还有一些孤立的小团体。

### 定居薩克森
1722年，已经在地下状态中在摩拉維亞生存了100多年的波希米亚弟兄会的一个小团体来到了乐于帮助穷人的德国虔信派贵族尼古劳斯·路德维希·青岑多夫在德国东部的土地，得到同意在那里定居，在距离贝特尔斯多夫三公里处建立了一个村庄，名为「主护村」（Herrnhut，直譯黑恩胡特）。後來也有路德會、浸信會、和其他宗會來避難的人。在1727年他们由于宗教方面的争执分裂为对立的派别，但是在1727年8月13日，主护村的居民们在祷告之后经历了一次戏剧性的改变，学习彼此相爱，他们归因于圣灵的浇灌，类似于使徒行传中记载的五旬节的经历。
此后主护村迅速成长为18世纪基督徒复兴运动的中心：
1. 开始长达100年的一天24小时的不间断守望祷告（continuousprayer）
2. 夜間報時歌（DailyWatchwords）
3. 开始海外的宣教运动

### 全球傳教
摩拉維亞傳教士與丹麥皇家傳教學院一起，構成了第一個大規模的新教傳教運動。當黑恩胡特只有300名居民時，他們就派出了第一批傳教士。30年間，教會派遣了數百名基督教傳教士到世界各地，包括加勒比海地區、北美洲和南美洲、北極、非洲和遠東。他們是第一批派遣普通信徒作為傳教士的教派、第一個向奴隸傳教的新教教派（儘管一些社區也擁有奴隸）以及第一個在許多國家存在的新教教派。
由於辛岑多夫與王室的私人聯繫，第一批摩拉維亞使團被派往丹麥-挪威王國。1730年，在參加丹麥-挪威國王克里斯蒂安六世的加冕典禮時，辛岑多夫對漢斯·埃格德在格陵蘭傳教的兩名因紐特人皈依者以及一名來自西印度群島的非洲人深感震驚。第一個摩拉維亞傳教團於1732年在加勒比海的聖托馬斯島上建立，由一位名叫約翰·萊昂哈德·多伯的陶工和一位名叫大衛·尼奇曼的木匠建立。格陵蘭的第一個摩拉維亞傳教團，這裡成為了現代首都努克的核心。
摩拉維亞教會也在莫希干人（十三個殖民地中紐約殖民地的一個講阿爾岡昆語的部落）中建立了傳教團。例如，他們於1740年在現在的紐約州達奇斯縣的莫希幹村莊謝科梅科建立了一個傳教團。皈依基督教的莫希干人組成了現今美國第一個本土基督教會。由於紐約人對莫希干人的敵意，摩拉維亞教會對莫希干人的支持導致有傳言稱他們是秘密的耶穌會士，試圖在正在進行的法國-印第安人戰爭中讓莫希幹人與法國結盟。1744年底，位於紐約州波基普西的殖民政府將摩拉維亞教會驅逐出紐約省。
1741年，大衛‧尼奇曼（David Nitschmann）和辛岑多夫伯爵（Count Zinzendorf）帶領一小群人在北美殖民地的賓州殖民地建立了一個傳教團。該傳教團於聖誕節前夕成立，並以聖經中猶太城鎮的名字「伯利恆」命名這座城市。在那裡，他們為講阿爾岡昆語的萊納佩人提供服務。伯利恆如今已經賓州第七大城市，在19世紀和20世紀發展成為一個主要的工業城市。1772年，摩拉維亞傳教士約翰·埃特溫牧師帶著241名皈依基督教的萊納佩人來到這裡，這裡成為了賓夕法尼亞州龐克瑟托尼鎮的第一個歐洲裔美洲原住民定居點。
1771年，摩拉維亞教會在拉布拉多的內因建立了定居點，後來該定居點成為永久定居點和摩拉維亞教會在拉布拉多的總部。傳教站擴展到奧卡克（1776年）、霍普代爾（1782年）、考爾德盧克索克灣的希伯倫（1830年至1959年），也服務於納帕托克灣和賽格萊克灣、佐爾（1864年至1889年）、拉瑪（1871年至1908年）、马克科维克（1896年）、奇德利角島上的基利尼克（1905年至1925年）。此後又增加了兩個定居點，分別位於古斯貝附近的快樂谷（1957年）和西北河（1960年）。
隨著歐洲人開發北卡羅來納，由主教奧古斯特·戈特利布·斯潘根貝格領導的摩拉維亞教會從第二代格蘭維爾伯爵約翰·加特勒手中購買了98,985英畝（40,058公頃）土地。這片大片土地被命名為瓦豪（die Wachau，指奧地利的瓦豪河谷）或瓦霍維亞（Wachovia），以紀念下奧地利州多瑙河畔辛岑多夫家族的祖傳莊園之一。其他早期定居點包括伯大巴拉（1753年）、伯大尼亞（1759年）和塞勒姆，現稱為北卡羅來納州溫斯頓塞勒姆的老塞勒姆（1766年）。
1801年，摩拉維亞教會於現今的喬治亞州默里縣建立了向切羅基族傳教的斯普林普萊斯傳教團。隨著切羅基人被迫遷往俄克拉荷馬州，該傳教團於1842年被位於俄克拉荷馬州奧克斯的新斯普林普萊斯所取代。
而在澳洲和格陵蘭，摩拉維亞傳教團分別被轉移到當地的長老會和路德會。

### 现状

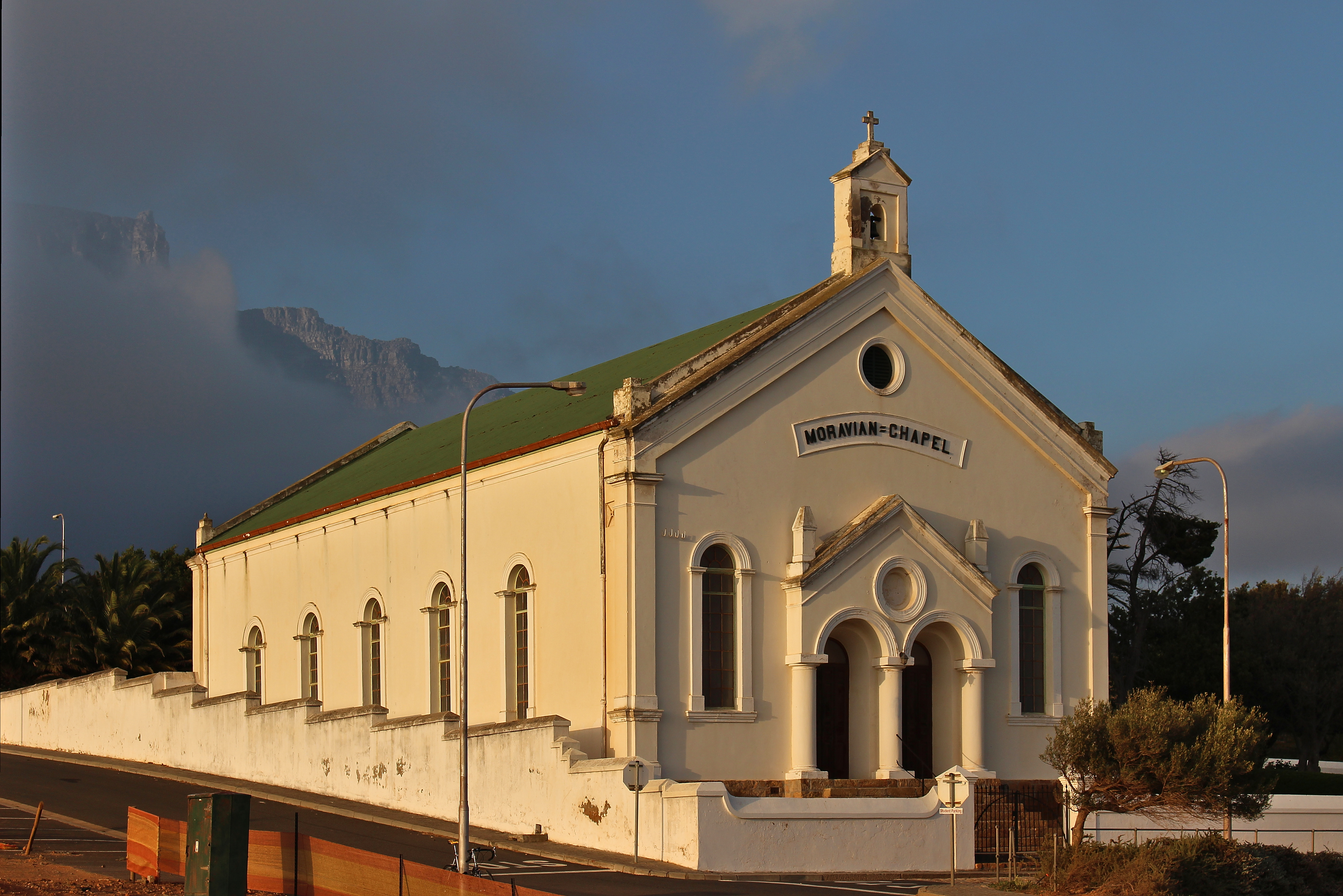
位於南非的摩拉維亞會堂

全世界现有信徒大约825,000人。摩拉维亚弟兄会仍然热心于传教，例如在加勒比地区。在德国的摩拉维亚弟兄会，中心仍然位于主护村，在教育和社会工作方面仍很活跃。在美国的摩拉维亚弟兄会主办摩拉维亚學院和神学院。现在世界上摩拉维亚弟兄会最大的集中地位于坦桑尼亚。
摩拉维亚弟兄会的格言：

- In necessariis unitas, in dubiis libertas, in omnibus caritas （拉丁文）
- In essentials, unity; in nonessentials, liberty; and in all things, charity. （英文）
- 在根本的事上合一；在非根本的事上自由；在所有的事上有愛心。 （中文）

## 组织

### 教省
| - 阿拉斯加 - 美国北部：包括加拿大 - 美国南部 - 不列颠：英格兰、北爱尔兰，在都柏林也有一个小教会 - 刚果 - 哥斯达黎加 - 捷克共和国 |  | - 西印度群岛东部：特立尼达、多巴哥、巴巴多斯、安提瓜、圣基茨、维尔京群岛 - 欧洲大陆：德国、荷兰、丹麦、瑞典、瑞士 - 圭亚那 - 洪都拉斯 - 牙买加 - 拉布拉多 - 尼加拉瓜 |  | - 南非 - 苏里南 - 坦桑尼亚（Rukwa） - 坦桑尼亚（南部） - 坦桑尼亚（西南部） - 坦桑尼亚（西部） - 赞比亚 |

在南亚地区的教会，还在不列颠教省的监管之下。

## 仪式
- 圣诗
- 礼拜
- 圣餐
- 洗礼
- 婚配
- 坚振
- 葬礼
- 按立主教、长老和执事
- 祝圣教会建筑和设施

### 引用
1. ↑  .   [2008-02-16]. （原始内容存档于2021-02-24）.
2. ↑  与德克萨斯州的Unity of the Brethren不同
3. 1 2  Congo and Zambia were added at a Unity Board meeting in May 2007.
4. 1 2 3  Affiliated Province - not a voting member of the Unity Board.